# Goes (geslacht)
Goes is een kevergeslacht uit de familie van de boktorren (Cerambycidae). De wetenschappelijke naam van het geslacht werd voor het eerst geldig gepubliceerd in 1852 door LeConte.

## Soorten
Goes omvat de volgende soorten:
- Goes debilis LeConte, 1852
- Goes fisheri Dillon & Dillon, 1941
- Goes novus Fall, 1928
- Goes pulcher (Haldeman, 1847)
- Goes pulverulentus (Haldeman, 1847)
- Goes tesselatus (Haldeman, 1847)
- Goes tigrinus (Degeer, 1775)
- Goes tumifrons Linsley & Chemsak, 1984
- Goes variegatus Linsley & Chemsak, 1984